# Yuki Ota
Yuki Ota (太田 雄貴 Ōta Yūki?) (n. 25 noiembrie 1985, Otsu, Japonia) este un scrimer japonez specializat pe floretă, laureat cu argint la individual la Jocurile Olimpice de vară din 2008 și cu argint pe echipe la Olimpiada din 2012. Este campion mondial la Moscova 2015.

## Carieră

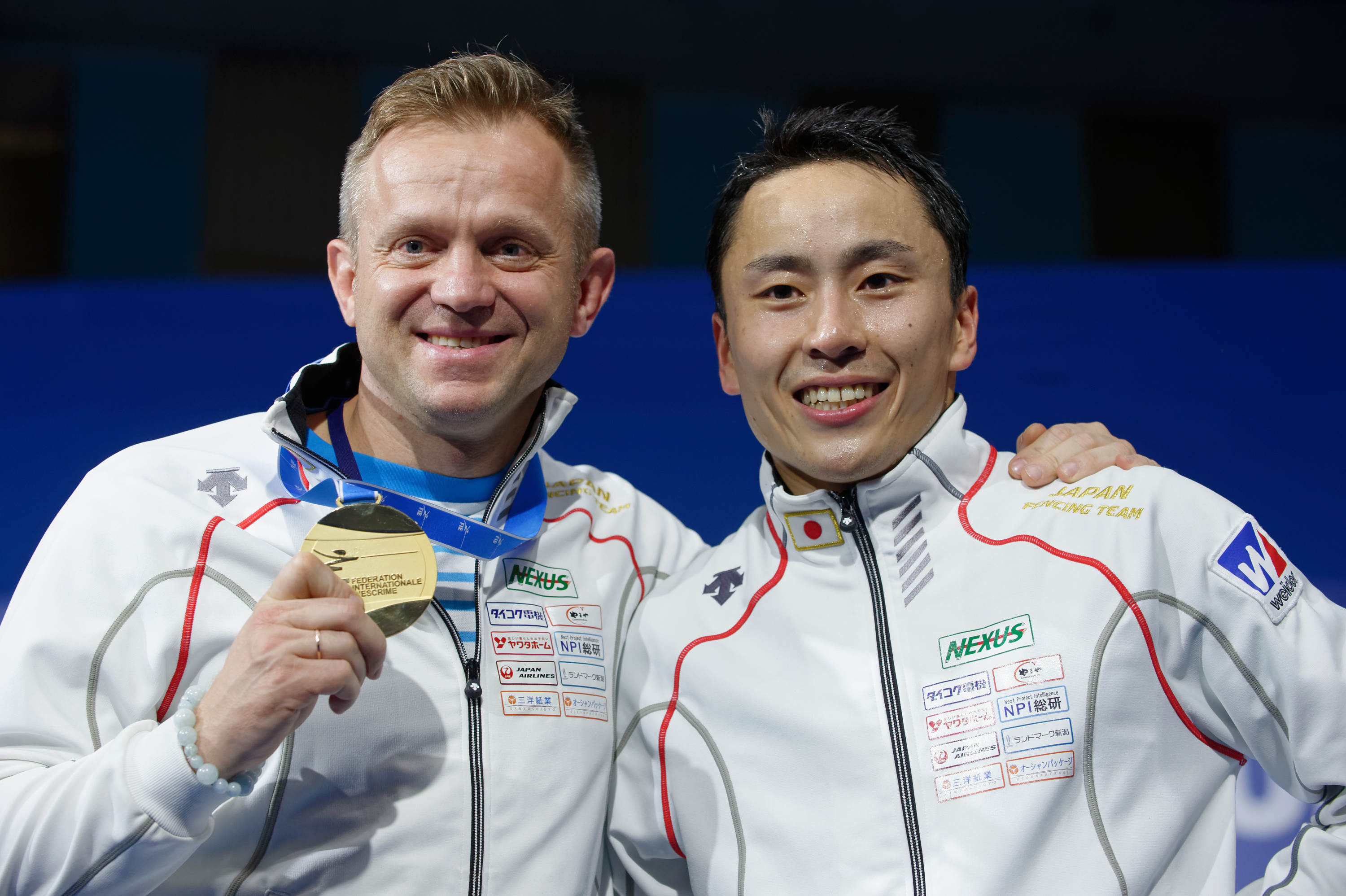
Ota cu antrenorul său la CM din 2015

S-a apucat de scrima la sfatul tatălui său, care era un admirator al lui Zorro și un scrimer amator entuziast. A urcat pe podium pentru prima dată în Cupa Mondială la Teheran în 2004. A luat parte la Jocurile Olimpice de vară din 2004 de la Atena, dar a fost învins în primul tur de rusul Renal Ganeev. Dezamăgit și descurajat, a fost depășit în clasamentul mondial de marele său prieten și rival, Kenta Chida, și a fost aproape să-și încheie cariera.
În anul 2006 și-a reluat pregătire cu Oleh Mațeiciuk, antrenorul principal echipei Japoniei. A câștigat medalia de aur la Jocurile Asiatice din 2006 de la Doha și la Campionatul Asiatic din 2008 de la Bangkok. La Jocurile Olimpice de vară din 2008 de la Beijing, a ajuns în sferturile de finală, unde a trecut de neamțul Peter Joppich, apoi de italianul Salvatore Sanzo. A fost învins în finala de un alt neamț, Benjamin Kleibrink, și s-a mulțumit cu argintul, prima medalie olimpică din istoria scrimei japoneze. A fost recrutat de clubul francez ASPTT Aix-en-Provence, alăturându-i-se de Erwann Le Péchoux și Marcel Marcilloux. În sezonul 2008-2009 a urcat pe locul 1 în clasamentul mondial după ce a cucerit medalia de argint la Cupa Mondială de la Moscova.
La Jocurile Olimpice de la Londra s-a oprit în turul doi al probei individuale cu italianul Andrea Cassarà. La proba pe echipe, Japonia a trecut de China, apoi a învins Germania la limita în semifinale, dar nu a putut învinge Italia în finală și a cucerit argintul.
La Jocurile Olimpice de la Rio de Janeiro a fost eliminat în turul întâi de brazilianul Guilherme Toldo.

## Viață personală
Yuki Ota a absolvit Universitatea Doshisha din Kyoto. A fost ambasador al candidaturii orașului Tokyo pentru organizarea Jocurilor Olimpice din 2020. Este președintele Comisiei Atleților Federației Internaționale de Scrimă.

## Palmares
Clasamentul la Cupa Mondială
| An  | 2003 | 2004 | 2005 | 2006 | 2007 | 2008 | 2009 | 2010 | 2011 | 2012 | 2013 | 2014 | 2015 | 2016 |
| --- | ---- | ---- | ---- | ---- | ---- | ---- | ---- | ---- | ---- | ---- | ---- | ---- | ---- | ---- |
| Loc | 106  | 9    | 48   | 25   | 7    | 7    | 6    | 2    | 21   | 17   | _    | 13   | 2    | 19   |

## Legături externe
- ja  Blog-ul oficial lui Yuki Ota
- en Yuki Ota la Olympedia.org